# David et Goliath (Gentileschi)
Pour les articles homonymes, voir David et Goliath.
David et Goliath est un tableau réalisé vers 1605-1607 par le peintre italien Orazio Gentileschi. De format horizontal, cette huile sur toile illustre un épisode du Premier Livre de Samuel, dans l'Ancien Testament. Elle représente David sur le point de porter le coup d'épée qui va décapiter Goliath, qu'il a renversé sur le dos avec la fronde à ses pieds. Achetée en 1936 à Londres, au Royaume-Uni, l'œuvre est conservée à la Galerie nationale d'Irlande, à Dublin, en Irlande.